# Список переименованных населённых пунктов Саратовской области
В данном списке приведены населённые пункты, расположенные согласно современному административно-территориальному делению в Саратовской области России, название которых изменялось.

## К
- Баланда → Калининск (1962, город)[1]
- Столыпино → Комсомольский (сельский населённый пункт)[2]
- Бальзер → Голый Карамыш → Бальцер → Красноармейск (1942, город)[3]
- Саратовская мануфактура → Красный Текстильщик (1929, посёлок городского типа) (1962, город)[4]

## М
- Баронск → Екатериненштадт → Екатериноград (1914) → Марксштадт (1927) → Маркс (1941)[5]

## П
- Гнаденфлюр → Первомайское (сельский населённый пункт)[6]
- Мечетная → Николаевск (1835, город) → Пугачёв (1918)[7]
- Урбах → Пушкино (1941, посёлок городского типа)[8]

## С
- Мариенталь → Советское (сельский населённый пункт)[9]
- Острогово → Степное (сельский населённый пункт)[10]
- Столыпино → Калинино (1930) → Столыпино (1996) (сельский населённый пункт)

## Х
- Большая Грязнуха → Хоперск (сельский населённый пункт)[11]

## Э
- Покровская слобода (1747) → Покровск (1914, город) → Энгельс (1931)[12]

## Я
- посёлок 4-е отделение совхоза «Осиновский» → Ясеновка (1984, посёлок)[13]

## У
- Болтуновка в Ульянино

## Источник
- Е. М. Поспелов. Имена городов: вчера и сегодня (1917—1992): Топонимический словарь. — Москва: Русские словари, 1993. — 249 с.